# トヨタカローラ姫路
トヨタカローラ姫路株式会社（トヨタカローラひめじ）とは、兵庫県姫路市に本店を置くトヨタ自動車のディーラー（トヨタカローラ店）である。

## 概要
新車販売、中古車販売、リース等を業務とする。加古川市ではフォルクスワーゲンの取り扱いも行っている。2016年9月2日にはフォルクスワーゲン加古川は移転リニューアルオープンした。これにともない店舗はショールームが5000平方メートルと関西では最大級規模となった。

## 沿革
- 1966年 発足[3]
- 1969年 トヨタカローラ姫路に社名変更[3]
- 2021年2月、関連会社の兵庫トヨタ自動車・ネッツトヨタゾナ神戸とともにグループ再編を行い持株会社制に移行する。グループ統括およびホールディング会社として「株式会社HTグループ」を設立。3社で株式交換を行い当該会社の傘下となる。

## 関連会社
- 兵庫トヨタ自動車
- ネッツトヨタゾナ神戸（旧・トヨタビスタ神戸）
- トヨタカローラ兵庫（旧・神戸トヨタディーゼル）
- トヨタレンタリース兵庫